# 藤原慶子
藤原 慶子（ふじわら の よしこ、延文3年/正平13年（1358年） - 応永6年5月8日（1399年6月12日））は、室町時代前期の女性。室町幕府第3代将軍・足利義満の側室。同第4代将軍・足利義持と同第6代将軍・足利義教らの生母。通称は北向殿。

## 生涯
父は三宝院の坊官・安芸法眼で、慶子ははじめ義満の侍女として仕えた。後に義満の側室となり、義持・義教らを産んだ。他には応永4年（1397年）に入江殿聖仙を産んでいる。義満が北山御所に移ると、慶子は義持と共に室町御所にあった。応永6年（1399年）5月8日の夕刻に死去。享年42。
将軍の生母だったため従一位が贈られ、息子2人が将軍に就任すると年忌仏事などは特に鄭重に行なわれたという。戒名は勝鬘院殿栄室慈蕃禅定尼。
義満は慶子の死に悲しみの態度を見せず、彼女が死んだ翌日に家臣の邸宅で大酒を飲んでいたという。さらに忌中の6月23日には北山御所で酒宴が行なわれ、籤も行なわれたりしたとされ、この義満の慶子に対する態度が義持との不仲につながったとされている。